# Ручной пулемёт

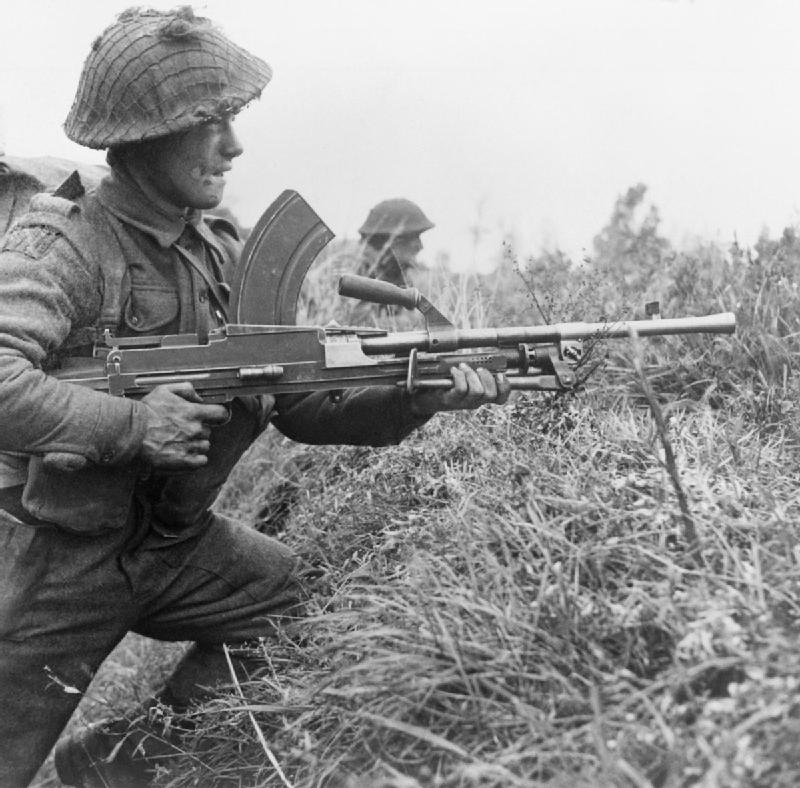
Британский солдат полка королевских шотландцев с Бреном. 6 ноября 1944 года.

Ручной пулемёт — лёгкий пулемёт, стрелковое автоматическое оружие поддержки, допускающее переноску одним военнослужащим, дающее возможность вести стрельбу без использования станка и предназначенное для поражения пулями различных наземных, надводных и воздушных целей.
Ручные пулемёты находятся на вооружении мотострелковых (мотопехота), стрелковых (пехота), воздушно-десантных и других войск в формировании типа отделения. В советских руководствах по стрелковому делу ручной пулемёт рассматривался как наиболее мощное автоматическое оружие отделения.
Помимо ручных пулемётов, в пехотных пулемётах выделяются категории станковых (в том числе крупнокалиберных) и единых пулемётов.

## История

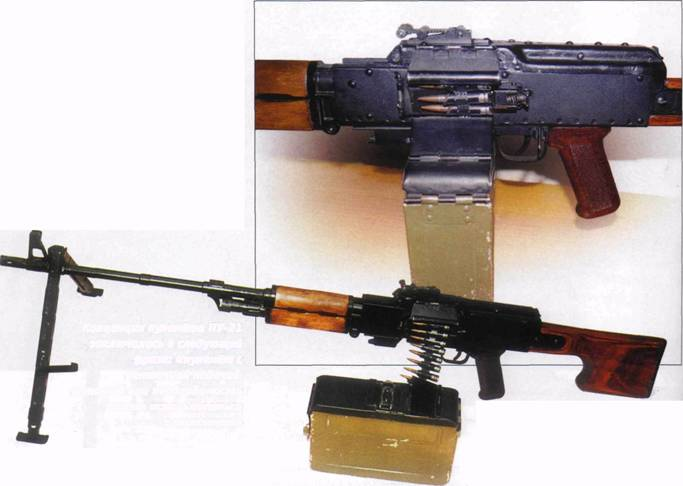
Советский экспериментальный ручной пулемёт ПУ-21 (5,45×39 мм) с комбинированным боепитанием.

Ручные пулемёты появились незадолго до Первой мировой войны с целью повышения огневой мощи пехоты. К концу Второй мировой войны ручные пулемёты использовались, как правило, в рамках одного отделения или отряда, а в современных войсках создают специальный отряд пехоты с тактикой, основанной на использовании ручного пулемёта для ведения подавляющего огня.
Появление ручных пулемётов было вызвано недостаточной плотностью огня обычного пехотного оружия, которыми располагали армии XIX века. Генералов давно волновало решение вопроса повышения плотности стрельбы пехоты. Поначалу этот вопрос решался залповой стрельбой больших групп пехотинцев (например, пехотное каре), однако для достижения нужного эффекта этого всё же было мало. С появлением пулемёта его развитие привело к появлению в Дании в 1890 году первого запущенного в производство ручного пулемёта «Мадсен».
Первые ручные пулемёты уступали в мощности и плотности огня станковым пулемётам из-за магазинного питания и воздушного охлаждения ствола, но все равно весьма ощутимо повышали огневую мощь пехоты. Особенно ясно это показала Первая мировая война, когда ручные пулемёты убедительно показали свои возможности в ходе позиционных боёв. Первые ручные пулемёты, как правило, переносились одним стрелком, масса их не превышала 18 кг, огонь вёлся с сошек (реже с лёгкого вспомогательного станка) или с рук. Огонь вёлся как с подготовленных позиций, так и с временных и запасных. Питание чаще всего магазинное (дисковый магазин или коробка), ствол с воздушным охлаждением (исключая переделки станковых пулемётов), позволявший делать без его замены 100—250 выстрелов. Дальность огня до 1500 метров. Ручной пулемёт стал своего рода ядром пехотных групп: как правило, вокруг этого самого сильного оружия взводов и рот объединялись группы прорыва обороны, что обеспечивало большую результативность их работы и, в некоторой степени, снабжение пулемётчиков патронами и их безопасность в ближнем бою.
Штурмовые группы применяли пулемёты как для обеспечения захвата рубежа, так и для его удержания до подхода основных сил. Наиболее массовыми ручными пулемётами ПМВ являлись французский Пулемёт Шоша, английский Пулемёт Льюиса и, на заключительном этапе, американский «Браунинг». У России, Австро-Венгрии и Германии полноценные ручные пулемёты отсутствовали. Лишь немцы ограниченно применяли облегчённые версии станкового MG-08: lMG-08/15 и MG08/18.

## Характеристики

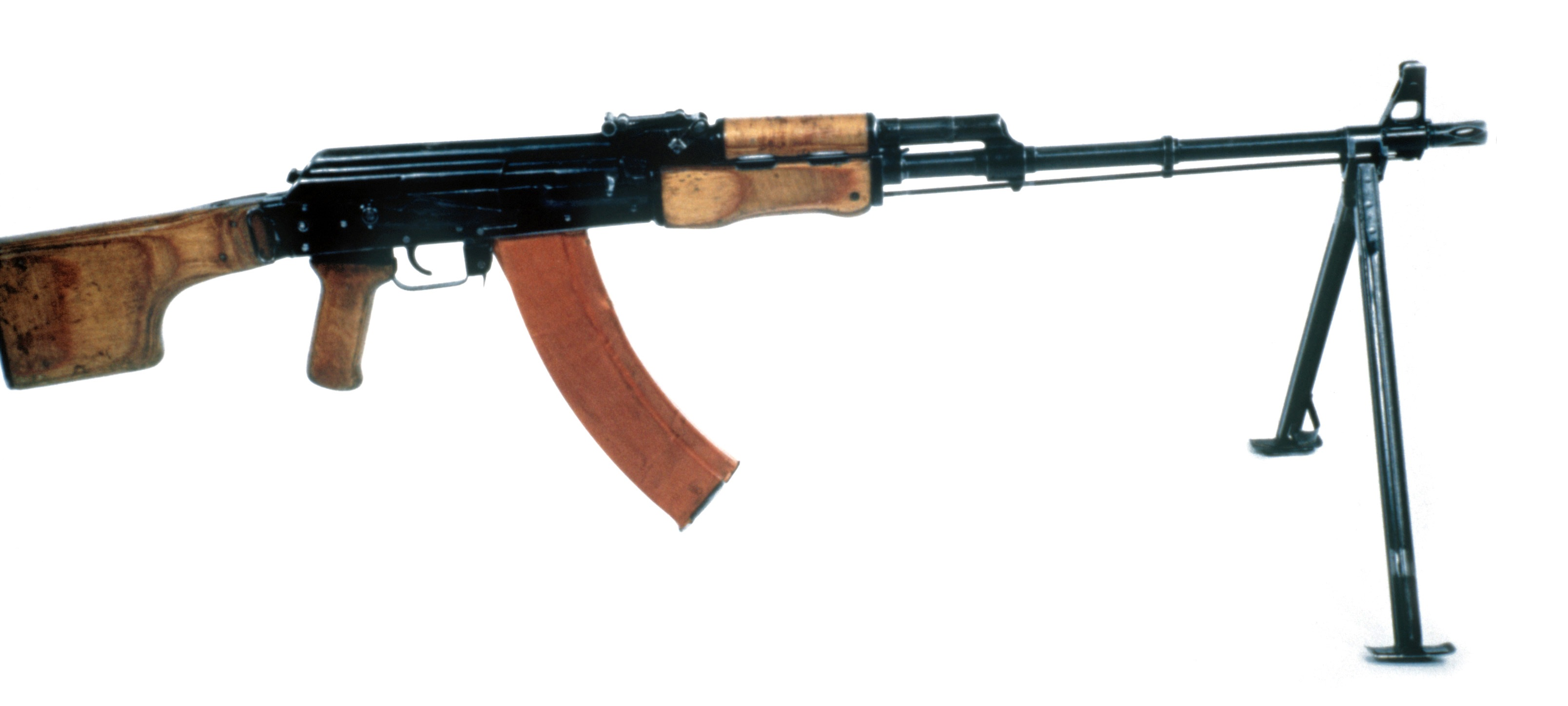
РПК-74

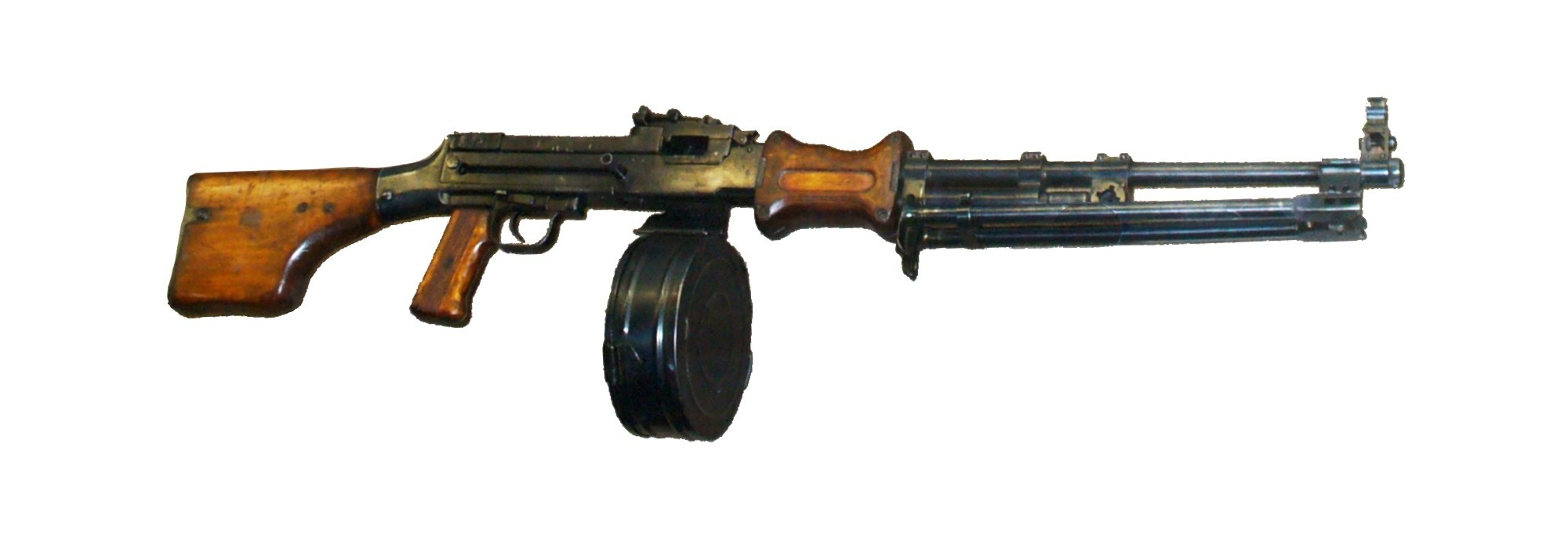
Ручной пулемёт Дегтярёва

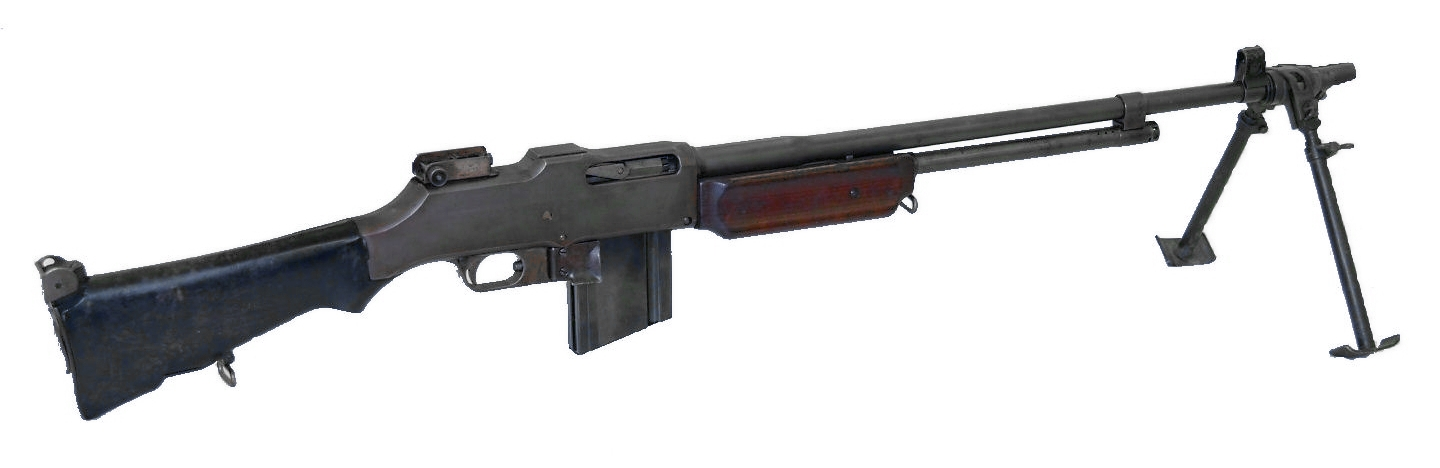
Ручной пулемёт B.A.R.

Современные ручные пулемёты имеют существенно менее мощный патрон, чем единые пулемёты, и, как правило, существенно легче и компактнее. Некоторые ручные пулемёты подобно советско-российскому РПК являются модификациями существующих конструкций штурмовой винтовки и используют одни и те же боеприпасы. Отличия от оригинального оружия обычно заключаются в более объёмном магазине для патронов, длинном (для повышения начальной скорости пули) и тяжёлом (для избежания перегрева) стволе, более мощном механизме для ведения длительного огня и сошки для подставки.
Ручные пулемёты делятся по направлениям их использования: общего назначения могут использоваться для стрельбы с рук или с сошек. Установленный на сошки или на станок для ведения устойчивого огня — это преимущественно станковый пулемёт, хотя так может использоваться и ручной, когда установлен на сошки и пулемётчик работает в положении лёжа перед ним, со стрельбой короткими очередями.
Ручные пулемёты также предназначены для стрельбы с плеча или сходу для подавления сопротивления противника или сковывания его действий. Огонь сходу является специфической тактикой, использующей эту способность ручных пулемётов ведения боевых действий.
Ручные пулемёты делятся на обычные пулемёты с ленточным или комбинированным питанием (FN Minimi, РПД, Негев) и на утяжелённые версии обычных автоматов, с более длинным тяжёлым стволом и сошками, боепитание которых обеспечивается стандартными коробочными магазинами (HK MG36, РПК-74, L86A2). Большинство современных ручных пулемётов разработано на основе автоматов (штурмовых винтовок) за счёт таких изменений конструкций, как более удлинённый и утяжелённый ствол, увеличенная ёмкость магазина, повышенная жёсткость возвратной пружины затворной рамы, добавление сошек. Указанные изменения конструкции позволяют увеличить дальность, кучность и скорострельность. Как и в автоматах, в ручных пулемётах применяется промежуточный патрон. Пример подобной унификаций ручных пулемётов — советский РПК/РПК-74, австрийский Steyr AUG H-Bar, китайский Тип 95/97, британский L86A1, германский HK 11/13, американский M16A1/2/3 LSW. Крупнокалиберные пехотные пулемёты устанавливаются на колёсных или треножных станках, используются в пехотных подразделениях для борьбы с наземными легкобронированными целями. В качестве зенитных, танковых, бронетранспортёрных, казематных и корабельных обычно применяются пехотные пулемёты, несколько изменённые с учётом особенностей их монтажа и эксплуатации на объектах.

## Список

### Довоенные ручные пулемёты
| Название             | Государство    | Калибр, мм                          | Боепитание                 | Принцип действия автоматики                                                           |
| -------------------- | -------------- | ----------------------------------- | -------------------------- | ------------------------------------------------------------------------------------- |
| Breda Mod. 30        | Италия         | 6,5×52 мм Манлихер-Каркано          | коробчатый магазин         | свободный затвор                                                                      |
| Breda Mod. 5G        | Италия         | 6,5×52 мм Манлихер-Каркано          | лента                      | отдача ствола                                                                         |
| Bren                 | Великобритания | 7,7×56 мм R                         | коробчатый магазин         | отвод пороховых газов, перекос затвора                                                |
| Browning M1918       | США            | .30-06 Springfield                  | коробчатый магазин         | отвод пороховых газов, рычажное запирание                                             |
| Vickers-Berthier     | Великобритания | 7,7×56 мм R                         | коробчатый магазин         | отвод пороховых газов, перекос затвора                                                |
| ZB vz. 26            | Чехословакия   | 7,92×57 мм                          | коробчатый магазин         | отвод пороховых газов, перекос затвора                                                |
| MG 13                | Германия       | 7,92×57 мм                          | коробчатый магазин         | отвод пороховых газов, рычажное запирание                                             |
| Hotchkiss Mle 1909   | Франция        | 8×50 мм R Лебель                    | жёсткая лента              | отвод пороховых газов,                                                                |
| Hotchkiss M1922      | Франция        | 7,5×54 мм MAS                       | жёсткая лента              | отвод пороховых газов, клиновый затвор                                                |
| MAC M1924/29         | Франция        | 7,5×54 мм MAS                       | коробчатый магазин         | отвод пороховых газов, перекос затвора                                                |
| SIG Neuhausen KE-7   | Швейцария      | 7,92×57 мм                          | коробчатый магазин         | отвод пороховых газов, перекос затвора                                                |
| ДП                   | СССР           | 7,62×54 мм R                        | дисковый магазин           | отвод пороховых газов, запирание раздвижными боевыми упорами                          |
| Пулемёт Льюиса       | Великобритания | 7,7×56 мм R                         | дисковый магазин           | отвод пороховых газов, поворотный затвор                                              |
| Пулемёт Шоша         | Франция        | 7,5×54 мм MAS                       | коробчатый магазин         | длинный ход ствола, поворот личинки, сцепление её боевых упоров со ствольной коробкой |
| Пулемёт Мадсена      | Дания          | .30-06 Springfield                  | коробчатый магазин         | отдача ствола, клиновый затвор                                                        |
| Тип 11               | Япония         | 6,5×50 мм Арисака                   | обоймы в бункере-приёмнике | отвод пороховых газов, клиновый затвор                                                |
| Лахти-Салоранта М-26 | Финляндия      | 7,62×53 мм R                        | коробчатый магазин         | отдача ствола, рычажное запирание                                                     |
| Тип 96/99            | Япония         | 6,5×50 мм Арисака 7,7×58 мм Арисака | коробчатый магазин         | отвод пороховых газов, клиновый затвор                                                |

### Послевоенные ручные пулемёты
| Название    | Государство    | Калибр, мм   | Боепитание                            | Принцип действия автоматики                                  |
| ----------- | -------------- | ------------ | ------------------------------------- | ------------------------------------------------------------ |
| РП-46       | СССР           | 7,62×54 мм R | металлическая лента                   | отвод пороховых газов, запирание раздвижными боевыми упорами |
| РПД         | СССР           | 7,62×39 мм   | лента                                 | отвод пороховых газов, запирание раздвижными боевыми упорами |
| РПК         | СССР           | 7,62×39 мм   | коробчатый или барабанный магазин     | отвод пороховых газов, поворотный затвор                     |
| РПК-74      | СССР           | 5,45×39 мм   | коробчатый магазин                    | отвод пороховых газов, поворотный затвор                     |
| Kk 62       | Финляндия      | 7,62×39 мм   | лента                                 | отвод пороховых газов, перекос затвора                       |
| FN Minimi   | Бельгия        | 5,56×45 мм   | магазин или лента                     | отвод пороховых газов, поворотный затвор                     |
| M249 SAW    | США            | 5,56×45 мм   | магазин или лента                     | отвод пороховых газов, поворотный затвор                     |
| Mk.48 mod.0 | Бельгия        | 7,62×51 мм   | лента                                 | отвод пороховых газов, поворотный затвор                     |
| HK MG4      | Германия       | 5,56×45 мм   | лента                                 | отвод пороховых газов, поворотный затвор                     |
| HK MG36     | Германия       | 5,56×45 мм   | коробчатый или двухбарабанный магазин | отвод пороховых газов, поворотный затвор                     |
| Ultimax 100 | Сингапур       | 5,56×45 мм   | барабанный или коробчатый магазин     | отвод пороховых газов, поворотный затвор                     |
| AS-70/90    | Италия         | 5,56×45 мм   | магазин                               | отвод пороховых газов, поворотный затвор                     |
| Негев       | Израиль        | 5,56×45 мм   | магазин или лента                     | отвод пороховых газов, поворотный затвор                     |
| L86A2       | Великобритания | 5,56×45 мм   | магазин                               | отвод пороховых газов, поворотный затвор                     |
| Daewoo K3   | Южная Корея    | 5,56×45 мм   | магазин или лента                     | отвод пороховых газов, поворотный затвор                     |
| Mini-SS     | ЮАР            | 5,56×45 мм   | лента                                 | отвод пороховых газов, перекос затвора                       |
| QBB-95      | Китай          | 5,8×42 мм    | магазин                               | отвод пороховых газов, поворотный затвор                     |

## Особенности перевода терминов
Если в русском языке устоялись термины, связанные с конструкцией и способом применения пулемёта (ручной/станковый), то в английском, испанском, немецком применяются слова, связанные с весом — «лёгкий», «средний», «тяжёлый», причём в разное время пулемёт одной модели мог обозначаться по-разному и даже в солидных изданиях иногда допускают ошибки или разночтения.

### Ручной пулемёт
На русский переводят как ручной обычно выражение «лёгкий пулемёт» (по-английски — light machine gun, по-испански — ametralladora ligera, по-немецки — leichte maschinengewehr), хотя так в этих языках, наряду с пулемётами с сошками, могут обозначаться и пулемёты на лёгких треножных станках, обычно имеющие ограниченный сектор обстрела и/или допускающих стрельбу только с колена и/или лёжа.

### Станковые пулеметы
Станковый пулемёт на многих иностранных языках обозначается как «тяжёлый» или «средний пулемёт», в зависимости от типа пулемёта и/или станка (по-английски — heavy или medium machine gun, по-испански — ametralladora pesada или ametralladora media, по-немецки — schweres maschinengewehr или mittlere maschinengewehre).